# Кужорское сельское поселение
Кужорское сельское поселение — муниципальное образование в составе Майкопского муниципального района Республики Адыгея Российской Федерации.
Административный центр — станица Кужорская.

## Состав сельского поселения
| № | Населённый пункт | Тип населённого пункта          | Население |
| - | ---------------- | ------------------------------- | --------- |
| 1 | Кужорская        | станица, административный центр | ↘3535     |
| 2 | Трёхречный       | посёлок                         | ↗433      |
| 3 | Кармир-Астх      | хутор                           | →45       |

## Население
| 2002  | 2010  | 2011  | 2012  | 2013  | 2014  | 2015  |
| ----- | ----- | ----- | ----- | ----- | ----- | ----- |
| 4073  | ↗4124 | →4124 | ↘4081 | ↗4142 | ↗4149 | ↗4162 |
| 2016  | 2017  | 2018  | 2019  | 2020  | 2021  | 2023  |
| →4162 | ↗4166 | ↗4176 | ↗4181 | ↗4217 | ↘3989 | ↗4039 |
| 2024  |       |       |       |       |       |       |
| ↘4013 |       |       |       |       |       |       |

## Национальный состав
По переписи населения 2010 года из 4 124 проживающих в сельском поселении, 4 114 человек указали свою национальность
| Национальность | %       | Численность |
| -------------- | ------- | ----------- |
| Русские        | 88,17 % | 3 628       |
| Армяне         | 8,58 %  | 353         |
| Украинцы       | 0,88 %  | 36          |
| Адыгейцы       | 0,32 %  | 13          |
| Абхазы         | 0,27 %  | 11          |
| Азербайджанцы  | 0,22 %  | 9           |
| Белорусы       | 0,19 %  | 8           |

По данным переписи населения 2021 года из 3989 проживающих в сельском поселении, 3802 человека указали свою национальность
:
| Народ   | Численность, чел. | Доля от населения, % |
| ------- | ----------------- | -------------------- |
| Русские | 3 378             | 88,84 %              |
| Армяне  | 319               | 8,39 %               |